# Ottaviano (Italia)
Ottaviano (Uttaiano in napoletano e nel dialetto locale; in passato, anche Ottajano e più anticamente Octavianum) è un comune italiano di 23 243 abitanti della città metropolitana di Napoli in Campania. Fino al 1933 il suo nome fu Ottaiano, quando fu modificato con regio decreto di Vittorio Emanuele III.
È sede del parco nazionale del Vesuvio e si fregia del titolo di "città di pace".

## Geografia fisica
Situato nella zona vesuviana interna a 22 km da Napoli centro, sorge lungo le pendici orientali del massiccio montuoso vulcanico del Somma-Vesuvio. Nel territorio del comune è ricompreso in larga parte sia del cratere che alcune pendici orientali del Vesuvio e anche la sua cima più alta.
La sua altezza sul livello del mare varia notevolmente. Infatti va dai 50 m del quartiere Raggi ai 1281 m che è la cima più alta del Vesuvio. La sede municipale è a 220 m s.l.m.
Il comune si estende su una superficie di 20,02 km² (valore aggiornato dall'Istat in occasione dei censimenti 2011), con due isole amministrative nel comune di Nola, le masserie "Cacciabella" e "Nocerino".

## Storia
Ottaviano era in epoca romana un grosso borgo di case all'interno di un vastissimo possedimento (praedium Octaviorum) appartenente alla gens Octavia, la famiglia dell'imperatore Augusto (che andava ben oltre l'attuale territorio comunale), ma essendo probabilmente il borgo più importante gli è rimasto il toponimo derivato dalla gens Octavia.
Il territorio ottavianese (che ha sempre avuto un'importanza strategico-militare in quanto dalla sua dominante posizione fortificata collinare si poteva controllare la via Popilia), fu teatro di diverse battaglie. Una di queste battaglie fu combattuta nel corso della guerra sociale, tra Lucio Cornelio Silla e l'italico Lucio Cluenzio, nel 90 a.C. Altre due battaglie (rovinose per l'esercito romano) si combatterono durante la prima guerra servile. Nel corso della prima battaglia, nel 73 a.C., Spartaco vi sconfisse prima il pretore Gaio Claudio Glabro (nella famosa battaglia del Vesuvio) e, dopo pochi mesi, vi sconfisse il pretore Publio Varinio che gli erano stati inviati contro dal Senato di Roma.
Il borgo (Octavianum) crebbe di importanza divenendo Municipio. Secondo alcuni storici in una grande villa rustico-residenziale appartenente alla sua famiglia, vi sarebbe morto lo stesso imperatore Augusto, e poi, in seguito, fu trasportato a Nola. I resti dell'epoca romana furono sepolti dalle successive eruzioni del Vesuvio, ma ruderi e tombe sono stati rinvenuti negli scavi in varie parti del territorio dell'attuale Comune.

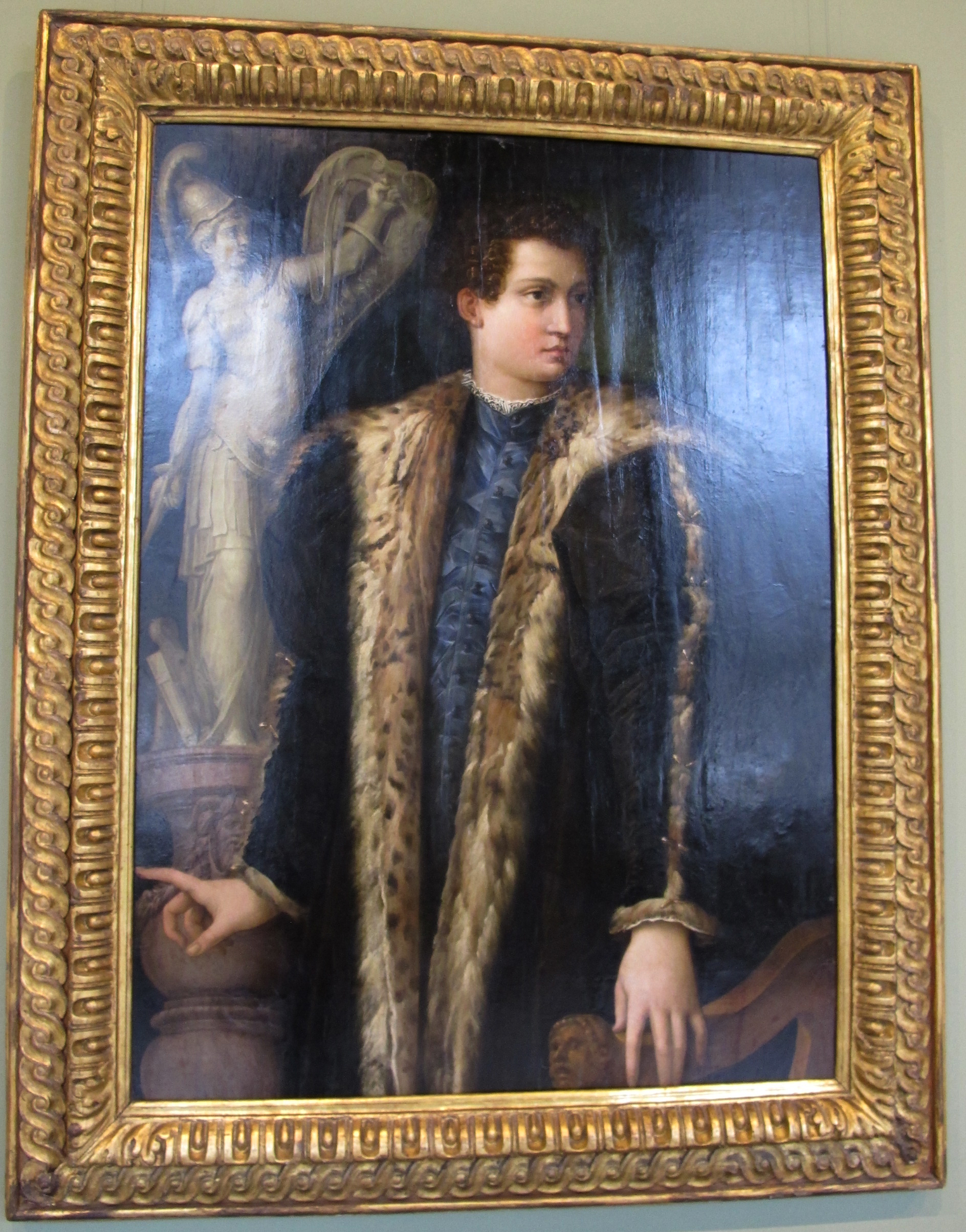
Giorgio Vasari, Ritratto di Bernardetto de' Medici, Bode-Museum

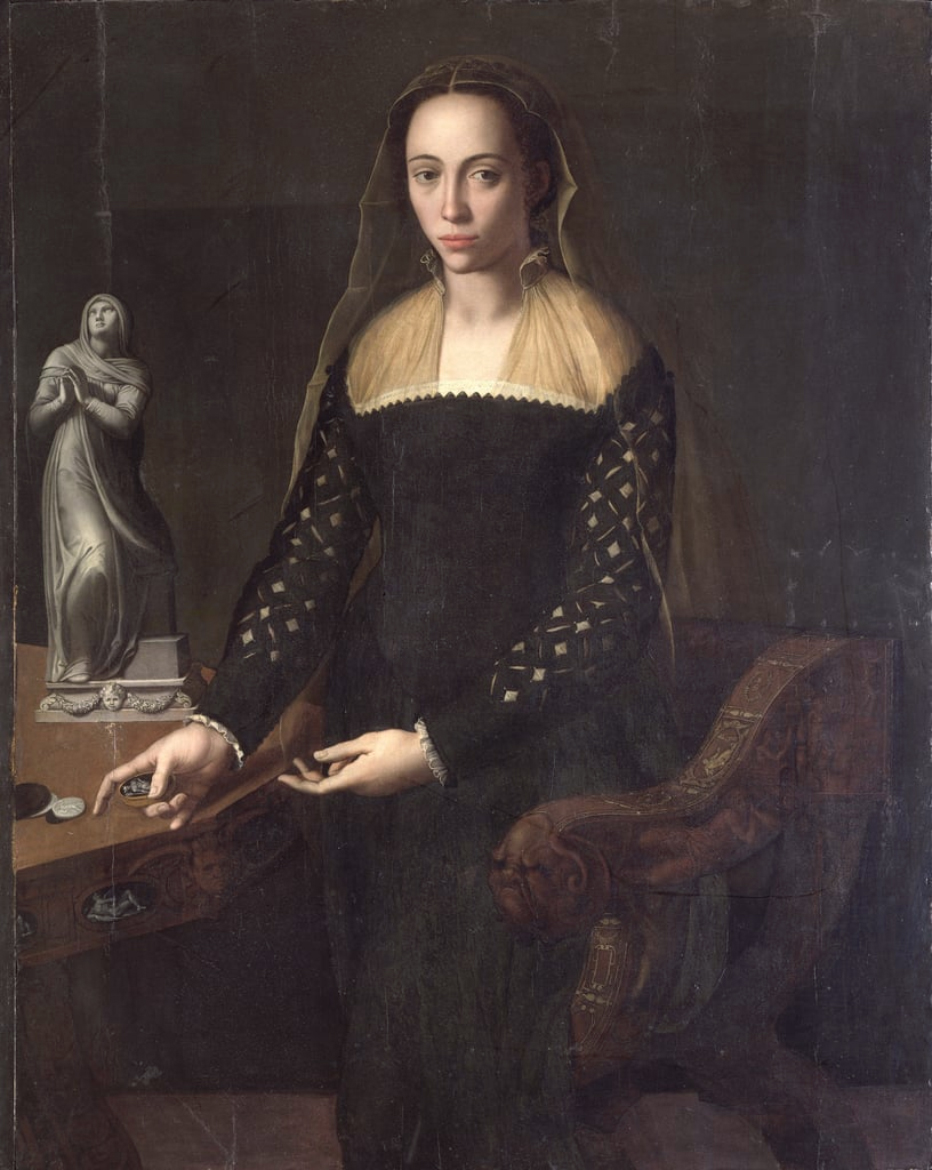
Giulia de' Medici

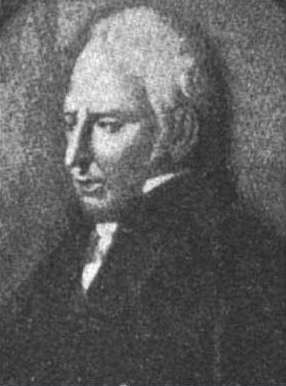
Luigi de' Medici di Ottajano

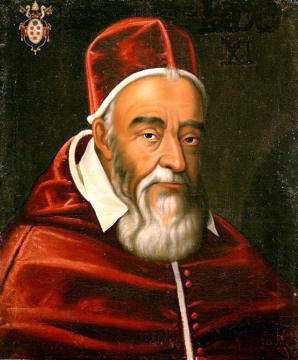
Leone XI

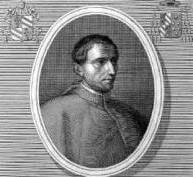
Francesco de' Medici di Ottajano

Poco prima dell'anno 1000 Octavianum mutò nome e fu chiamato Ottajano (e questo nome durò fino al 1933 quando nel bimillenario di Ottaviano Augusto fu modificato in Ottaviano). Nel 1085, ospite del barone locale, vi fu in visita papa Gregorio VII, che vi celebrò la messa in una chiesetta (chiesa del Vaglio) situata presso il castello baronale (oggi palazzo Mediceo). Vari Signori e Baroni ebbero in possesso la città. Nel XIII secolo fu in possesso di Tommaso d'Aquino, nonno di san Tommaso d'Aquino, da cui passò, a varie riprese, alle famiglie degli Orsini e dei Cola. Durante il dominio angioino nel 1304 il borgo fu messo a ferro e fuoco da Carlo di Lagonessa per ordine di Carlo II d'Angiò, a causa dell'uccisione di un funzionario regio ("sovrintendente dei boschi") e della sua scorta da parte dei fratelli Giovanni e Roberto de' Marrone insieme a un gruppo di ottajanesi.
Tra il 1532 e il 1551 fu feudo di Fabrizio Maramaldo, che l'aveva ottenuto per i servigi prestati a Carlo V. Ottajano, infatti, era un feudo militare. Il feudo venne quindi ceduto ai Gonzaga di Molfetta e da questi, dietro pagamento di 50 000 ducati, venne venduto nel 1567 a Bernardetto de' Medici, cugino del granduca Cosimo I e fratello del papa Leone XI. Il feudo, prima signoria e quindi principato, rimase in possesso di questa famiglia fino al 1806 (anno in cui fu abolito il feudalesimo) e comprendeva anche gli attuali comuni di Terzigno e di San Giuseppe Vesuviano; tra il 1690 e il 1815 il feudo si allargò fino a comprendere anche gli attuali comuni di Sarno, Striano e Poggiomarino dopo che Giuseppe I de' Medici acquistò dai Barberino il ducato di Sarno diventando così Principe di Ottajano e Duca di Sarno.
Della famiglia dei Medici di Ottajano, in cui sono annoverati anche un Papa (Leone XI - 232º Papa della Chiesa cattolica - 1535-1605) e un Cardinale (Francesco de' Medici di Ottajano 1808-1857), fece parte anche il potentissimo cav. Luigi de' Medici di Ottajano (fratello di Giuseppe III principe di Ottajano), che fu più volte primo ministro del re Ferdinando IV di Napoli (che era anche Re di Sicilia col titolo di Ferdinando III) e fu anche rappresentante plenipotenziario del Regno di Napoli presso il Congresso di Vienna. Al termine del congresso fu determinata la nascita del Regno delle Due Sicilie (nato dall'unione del Regno di Napoli e del Regno di Sicilia) e Luigi de' Medici di Ottajano occupò ancora la carica di primo ministro del Regno. Nel luglio del 1820 alcuni cittadini ottajanesi parteciparono ai moti carbonari associandosi a Morelli e Silvati.
La città, inoltre, da sempre ha subito danni dalle eruzioni vesuviane: in modo particolare fu quasi completamente sepolta dalle ceneri delle eruzioni del Vesuvio del 1631, 1779 e 1906. Secondo William Hamilton, durante la prima e la seconda eruzione poco mancò che Ottaviano "venisse sepolta come Pompei"; e così anche nella terza eruzione, come testimoniò Matilde Serao chiamandola proprio "la nuova Pompei": la opulenta Ottajano fu quasi completamente distrutta dalla cenere e dal lapillo e anche il tetto della chiesa madre di San Michele Arcangelo crollò, fortunatamente senza causare vittime. Durante quei terribili giorni fu visitata dal generale Armando Diaz e dalla famiglia reale. Anche il terribile terremoto del novembre 1980 colpì la cittadina, facendo rovinare molti edifici religiosi e privati ed inoltre provocò numerosi decessi.

### Simboli
Lo stemma e il gonfalone del Comune di Ottaviano sono stati concessi con decreto del presidente della Repubblica del 19 settembre 2012.
(D.P.R. 19.09.2012 concessione di stemma e gonfalone)
Il gonfalone è un drappo partito di rosso e di azzurro.

## Monumenti e luoghi d'interesse

### Architetture religiose

#### Chiesa Madre di San Michele Arcangelo
È un maestoso edificio sacro risalente agli anni a cavallo dei secoli XV e XVI. Fu edificato, secondo una tradizione storica locale e testimonianze di opere Settecentesche di Gianstefano Remondini, a pochi metri da una preesistente Chiesa (o Cappella) intitolata a San Giacomo il Maggiore che, a sua volta, fu costruita sul luogo dove era un tempio romano dedicato a Castore e Polluce. Il tempio dei Dioscuri poteva appartenere al complesso della villa rustico/residenziale principale della Gens Octavia in cui si ipotizza che nell'agosto del 14 d.C. morì l'imperatore romano Ottaviano Augusto. Le prime testimonianze certe dell'esistenza in loco di una Chiesa risalgono al XIV secolo. Infatti i documenti della Camera Apostolica segnalano che già nel 1308 esisteva a Ottajano una importante Chiesa Collegiata dedicata a "Sant'Angelo" con un collegio di otto chierici prebendati con a capo un arciprete. L'intitolazione della Chiesa e l'introduzione del culto micaelico deve essere collegata alla vicinanza dei Longobardi del ducato di Benevento nei secoli VII e VIII, che com'è noto avevano una forte venerazione per l'Arcangelo Michele. In effetti, in quei secoli i Longobardi scacciarono le forze bizantine dai territori italiani e conquistarono anche Octavianum, trasformandolo in borgo militare (castrum). Stante la loro devozione per l'Arcangelo Michele, edificarono una nuova Chiesa dedicata al Principe delle Milizie Celesti, utilizzando elementi di spoglio di preesistenti edifici romani, una villa e/o un tempio dedicato a Castore e Polluce, da cui proverrebbero i marmi murati nella cappella del SS. Sacramento e le colonne tortili che reggono ancora oggi il pulpito. La bellissima Chiesa Collegiata di San Michele Arcangelo, descritta dal Remondini nel XVIII secolo, era costituita da tre navate con artistici e sontuosi altari laterali, era corredata da sacri paramenti e conservava reliquie donate da Bernardetto de' Medici e da altri principi della dinastia medicea di Ottajano. Essa subì gravissimi danni per il terremoto del giugno 1688, ma la Universitas Octajani (il parlamento cittadino riunito in seduta congiunta nobili-popolo) subito si tassò per ristrutturare la Chiesa e ne affidò il progetto e i lavori all'ingegnere Antonio Galluccio della terra di Ottajano e all'ing. Mario Bondino. L'attuale Chiesa, che ha ancora il titolo onorifico di Collegiata, è stata in parte ricostruita dopo l'eruzione del 1906, durante la quale, per le scosse che si verificarono per la detta eruzione, si ebbe la perdita totale e irreparabile non solo dello splendido soffitto impreziosito da cassonetti lignei dorati in oro zecchino con al centro dei rosoni ma anche del coro ligneo e dell'ipogeo. Il progetto e i lavori del 1906 di restauro e ricostruzione furono affidati all'ing. Saverio Scudieri che previde per la ristrutturazione la creazione della cupola sul transetto e la costruzione del tetto a "botte". Altre ristrutturazioni furono eseguite dopo i danni provocati dal terremoto del 1980. Attualmente all'interno si possono ammirare varie opere di Angelo Mozzillo (sec. XVIII), una Stauroteca contenente autentiche e documentate Reliquie della Vera Croce di nostro Signore Gesù, un tondo raffigurante un San Giovannino attribuito a Guido Reni (sec. XVII), un altro tondo raffigurante l'Estasi di Santa Maria Egiziaca di Carlo Cignani (sec. XVII), il Crocifisso ligneo di Gennaro Franzese (1749), tre pregiate statue lignee di San Michele Arcangelo, una piccola lapide marmorea riportante caratteri sinistrorsi precedenti l'alfabeto romano non ancora decifrati, infine ulteriori opere pittoriche al vaglio della Soprintendenza Beni Culturali ma probabilmente attribuibili a grandi artisti. La Chiesa Madre di San Michele Arcangelo in Ottaviano continua a essere, da secoli, centro di un fervente e attivo culto micaelico diffuso in tutta l'area vesuviana, sarnese e nolana e l'8 maggio, il giorno dell'Apparizione di San Michele a Monte Sant'Angelo, vi affluiscono migliaia di fedeli, desiderosi di vedere l'importante Parrocchia elevata anche al rango di Santuario.

#### Chiesa del Santissimo Rosario
Costruita sui ruderi di una cappella dedicata a San Nicola di Bari con il totale contributo di Giulia de' Medici e di Bernardetto de' Medici pochi anni dopo che essi presero possesso del feudo. La Chiesa fu edificata per ospitare i Padri Domenicani e la prima pietra fu posta nell'agosto del 1578. Forse è la Chiesa di Ottaviano in cui vi sono più opere artistiche. Si possono ammirare tra le tante opere una tela a olio di Antonio Sarnelli raffigurante San Domenico e San Vincenzo Ferreri, un Cenacolo di autore ignoto del '600 che ricalca il Cenacolo di Leonardo, un Coro ligneo a una sola fila di stalli, un Cenotafio del 1680 dedicato ad Andreana d'Avalos de Guevara moglie del principe mediceo Giuseppe. Vi sono ancora opere di Angelo Mozzillo (un Cristo morto), di Andrea Boscoli (una Adorazione dei Magi) e di Ferraù Fenzoni (una Deposizione). Vi sono inoltre opere di Francesco De Angelis, Iannelli e Liguoro. In questa Chiesa, nell'ultimo secolo sottoposta a vari furti di opere d'arte commessi da ignoti, sono sepolti quasi tutti i componenti della famiglia medicea di Ottajano compreso il summenzionato cav. Luigi de' Medici di Ottajano che, pur essendo morto in Spagna nel corso di un suo viaggio politico presso il governo borbonico iberico, volle, per sua espressa volontà, essere sepolto nella sua terra di Ottajano.

#### Chiesa di San Giovanni Battista
Anch'essa costruita su una preesistente cappella abbattuta dall'eruzione del 1631, fu ampliata con il concorso di tutto il popolo e con il contributo dei principi Medici di Ottajano, proprietari del feudo. Infatti sulla facciata sono incastonati dei grossi stemmi in pietra lavica rappresentanti i simboli civici e feudali. È inoltre bella opera il portale della Chiesa in pietra lavica. Architettonicamente è composta da un'unica larga navata con quattro cappelle per lato e un ampio presbiterio. Come dimensioni, dopo la Chiesa Madre di San Michele Arcangelo, è la più grande Chiesa ottavianese. All'interno vi sono parecchie opere artistiche. Tra queste c'è una scultura in legno raffigurante la SS Trinità da poco restaurata e riportata all'antico splendore, c'è ancora una tela raffigurante S. Lazzaro di Gennaro Franzese, una grande tela di circa 260 m² del 1759, di Crescenzio Gamba a soffitto raffigurante colonnati e volute con angeli con al centro la Madonna e santi. Questa tela nel 1932 si staccò dal soffitto e cadde nella Chiesa provocando anche alcuni piccoli danni a fedeli presenti. Il restauro della tela fu affidato a un tale Eberardo Perrone che fece un lavoro immondo. Infine è da menzionare un pregevole organo a mantice del settecento napoletano (che è da restaurare) probabilmente opera dei famosi organari Cimmino (o Cimino).

#### Chiesa di San Francesco di Paola
Questa Chiesa era in origine la Chiesa conventuale dei Padri Minimi che era ed è un istituto religioso maschile di diritto pontificio. I frati di quest'ordine mendicante, chiamati anche Paolotti, aggiungono al loro nome la sigla O.M. (Ordo Minimorum). Nel 1609, un pio chierico ottajanese di nome Don Paolo Jovino morì prima di diventare sacerdote. Egli però durante la malattia che poi lo portò alla tomba, essendo conscio della gravità del suo stato fisico, lasciò la sua cospicua eredità ai suddetti Padri Minimi di San Francesco di Paola con l'obbligo, però, di "fabbricar una Chiesa ed un convento sotto il titolo del loro gran Patriarca e di mettere su l'Altar Maggiore una immagine di Nostra Signora di Costantinopoli". E così fecero i frati Paolotti. I lavori della costruzione della Chiesa e dell'annesso convento iniziarono nel 1609 e terminarono verso il 1612 ed è situata in un luogo che era ai margini della antica "Terra di Ottajano". Nel 1743 a causa di un terremoto la Chiesa subì gravi danni prontamente riparati con il concorso del fedele popolo ottajanese. Nel 1809 per leggi emanate da Gioacchino Murat (generale di Napoleone Bonaparte che lo nominò Re di Napoli), così come avvenne per tantissimi altri conventi, i frati dovettero lasciare il convento che divenne sede del Comune di Ottajano. Dopo essere stata Chiesa coadiutoria con diritti parrocchiali, dal 1920 è diventata sede parrocchiale autonoma. All'interno della Chiesa vi sono tele di Santa Lucia del Cenatiempo - 1740-, e di Sant'Aniello abate probabilmente dello stesso Cenatiempo. C'è inoltre una statua lignea di Sant'Anna di scuola napoletana. All'esterno sul portale della Chiesa è installato lo stemma dei frati Minimi con al centro la consueta scritta "Charitas". La Chiesa fu chiusa per lavori di restauro e ammodernamento nel 2003 e riaperta al culto il 23 settembre 2006. Nel 2012 è stato installato sulla bussola un ottimo organo a canne emanante un limpido suono.

#### Chiesa di San Gennaro Vescovo e Martire
La Chiesa fu edificata "a fundamentis" nel 1716 nei pressi di una preesistente piccola cappella per munificenza di mons. Francesco Montella, Protonotario Apostolico e Sagrista Maggiore del Duomo di Napoli per soddisfare i bisogni spirituali della locale popolazione ottavianese. Mons. Montella, per la sua costruzione, ottenne senza difficoltà il beneplacito di don Giuseppe II de' Medici, principe di Ottajano e duca di Sarno. Fu proprio per la sua devozione a San Gennaro che volle dedicare e intitolare la nuova Chiesa al Santo Patrono di Napoli. Peraltro in quell'area ottajanese era già diffusa la venerazione per San Gennaro. Dopo la costruzione della Chiesa si iniziò a chiamare quella località San Gennarello (e non San Gennaro) probabilmente per distinguerla dalla limitrofa San Gennaro di Palma. Nel 1755, con decreto del re Carlo di Borbone, fu eretta a Parrocchia e, per permetterle autonomia economica, fu dotata di un ampio territorio (all'epoca scarsamente popolato e spesso molto distante dalla Chiesa) staccato dalle parrocchie di San Giuseppe e di San Michele Arcangelo. Fu poi ampliata e abbellita da eredi di monsignor Montella (don Giuseppe Maffettone, suo nipote, e da don Felice e don Aniello Cianci, suoi pronipoti). Dopo i lavori degli eredi di mons. Montella la Chiesa assunse l'attuale forma a croce latina costituita da un'unica navata sormontata da una luminosa cupola. Anche recentemente la Chiesa è stata oggetto di notevoli lavori di restauro, grazie ai contributi economici della CEI, dei fondi dell'otto per mille, della Diocesi di Nola e della generosità dei fedeli. Dopo 30 mesi di lavori, è stata riaperta al culto il 21 aprile 2013. Nella Chiesa si venera una statua lignea del XVIII secolo dell'Immacolata Concezione restaurata nel 2013, incoronata dal Capitolo Vaticano il 15 settembre 1904. La nuova corona è stata benedetta dal Santo Padre Francesco il 28 maggio 2014. Degno di nota è il busto ligneo di San Gennaro del XVIII secolo recentemente restaurato (2014). Detto Busto ligneo fu anch'esso donato alla Chiesa, insieme a una reliquia, da mons. Montella.

#### Chiesa di San Leonardo di Noblac
La Chiesa di San Leonardo di Noblac fu fondata nel 1560 e affidata a Don Criscillo D'Ambrosio, al quale si attribuisce anche la fondazione dell'edificio. Venne distrutta dopo l'eruzione del 1906 e poi ricostruita. Divenne Parrocchia il 6 giugno 1954; primo parroco fu nominato Don Francesco Aniello Ambrosio. La Chiesa di San Leonardo ha subito nel corso degli anni (particolarmente dopo il terremoto del 1980) diverse ristrutturazioni, tra cui l'ultima più recente conclusasi nel 2007. Fa parte della dotazione parrocchiale una tela attribuita ad Angelo Mozzillo raffigurante la Madonna con Bambino tra San Leonardo di Noblac e San Remigio di Reims. Caratteristica di questa Parrocchia è che, pur essendo la Chiesa di San Leonardo sita nel territorio comunale di Ottaviano, la comunità dei suoi parrocchiani è formata da fedeli cittadini che fanno parte non solo del comune di Ottaviano (in modo prevalente) ma anche del vicino comune di San Giuseppe Vesuviano.

#### Chiesa di Montevergine
È una chiesetta immersa nel verde del monte Somma sita nella parte più alta di Ottaviano a circa 360 metri sul livello del mare. Fa parte della parrocchia di San Michele Arcangelo. Fu edificata alla fine del 1800 quando, per caso, il giorno 8 settembre 1883 fu ritrovato in un deposito di un'antica famiglia locale (la famiglia Bifulco) un quadro rappresentante la Madonna detta "la Bruna". Quindi per volontà del popolo ottajanese (all'epoca facevano parte del popolo di Ottajano, oltre l'attuale Ottaviano, anche quello di San Giuseppe Vesuviano e Terzigno) e con il contributo dei fedeli, della famiglia Bifulco del Vaglio e di Giuseppe V, ultimo principe in linea diretta, della famiglia dei de' Medici di Ottajano, fu costruita la chiesetta che fu popolarmente intitolata alla Madonna di Montevergine. Il quadro ritrovato fu posto sull’altare.

#### Chiesa di Santa Maria Visita Poveri
L'oratorio pubblico fu edificato nel 1660 e destinato a sede della Congrega laicale tuttora esistente. È l'unica chiesa cittadina a essere completamente affrescata (il pittore che realizzò l'impresa decorativa è ignoto). Di particolare interesse è la tela dell'altare maggiore, opera ignota del XVII sec., raffigurante la Madonna in trono con Bambino e con San Matteo e San Francesco d'Assisi.
È una congrega nella cui cripta sottostante vi sono dei sedili in muratura detti scolatoi, dove venivano sistemati i morti per il periodo dello scolo, da qui scaturisce forse il detto: “puozz sculà”.

### Castello Mediceo
Il Castello Mediceo di Ottaviano (detto anche "Palazzo del Principe") è un antico castello eretto a difesa del borgo risalente circa all'anno 1000. È situato oggi nella parte alta di Ottaviano. Nella seconda metà del 1500, per potervi entrare comodamente in carrozza, furono aboliti sia il fossato sia il ponte levatoio e fu quindi trasformato in residenza signorile da Bernardetto de' Medici e dalla moglie Giulia de' Medici, che ne fecero anche affrescare le sale (XVI secolo). Il maniero restò nelle mani della potente famiglia dei Medici di Ottaviano fino 1874 quando l'ultimo principe mediceo in linea retta (Giuseppe IV, principe di Ottajano e duca di Sarno) morì senza eredi maschi e il possesso del Palazzo passò alla linea femminile medicea e, per i matrimoni da essa contratti, alla famiglia dei principi Lancellotti di Lauro. Successivamente, dopo che la camorra capeggiata da Raffaele Cutolo riuscì a impadronirsene, negli anni tra il 1985 e 1990, fu confiscato dallo Stato nel 1991 e poi acquisito al patrimonio del Comune di Ottaviano che ne ha concesso il piano terra in comodato d'uso al Parco Nazionale del Vesuvio. Il suddetto Parco Nazionale del Vesuvio, dopo il restauro delle stanze a piano terra e della scuderia, dall'aprile 2008 vi ha fissato la sua Sede.

### Statua di San Gennaro Vescovo e Martire
Dopo l'eruzione del 1737, mons. Francesco Montella fece scolpire, nel 1739, la statua marmorea per protezione della popolazione ottavianese. La statua è stata attribuita dalla Soprintendenza a Matteo Bottiglieri. Nell'ottobre 2003 furono completati i lavori di restauro della statua promossi e organizzati dal Comitato Civico di Ottaviano "A. Cifariello " Onlus e finanziati da sponsor.

### Archeologia
Recenti ritrovamenti archeologici di ville romane, sia rustiche sia residenziali, sono state rinvenuti in varie parti della città e in particolare nelle località dei Seggiari, della Zabatta, della Toppa di San Cristoforo, di Montevergine, del Cantariello, dei Raggi, di San Michele, del Papiglione. Un mosaico che era il pavimento dell'atrio della villa rustico-residenziale rinvenuta nella zona dei Seggiari ora è esposto, per maggior decoro e protezione, negli scavi di Ercolano. Queste ville contenevano molti oggetti di uso quotidiano e utensili per il lavoro agricolo. Da poco sono iniziati gli scavi e gli studi degli archeologi per definire la datazione e la funzione di questi siti che si presumono importanti e che probabilmente (fondi permettendo) saranno portati alla luce.

### Sentiero di Spartaco
Si ipotizza che il gladiatore Spartaco, in fuga da Capua insieme ad altri ribelli nel 73 a.C., trovò rifugio nei pressi della Carcava di Ottaviano, voragine di un antico e spento cratere. Il percorso che conduce alla Carcava è oggi noto come Sentiero di Spartaco.

## Società

### Istituzioni, enti e associazioni
È sede del Parco Nazionale del Vesuvio. È stato anche sede dell'Ufficio del Giudice di Pace fino al 31 ottobre 2014 quando, in seguito al Decreto legislativo 156/2012 e al successivo Decreto Ministeriale Giustizia del 7/3/2014, l'Ufficio del GdP è stato chiuso.
È sede del Comando Compagnia della Guardia di Finanza, del Comando Stazione dell'ex Corpo Forestale dello Stato (che dal 1º gennaio 2017 è confluito, in massima parte, nell'Arma dei Carabinieri col nome di Carabinieri Forestali) e del Comando Stazione Carabinieri.
Ottaviano è stato sempre sede di uffici giudiziari (sia di giudici togati sia non togati).
Infatti nell'ambito del Regno di Napoli fu sede del Giudice di Pace fino al 1817 quando, con la legge 727 del 29/5/1817, esso venne soppresso e sostituito dal Giudicato Regio del Circondario di Ottajano. A sua volta il Giudicato Regio, nel 1862, in seguito all'annessione del Regno delle Due Sicilie al nuovo regno dei Savoia, fu sostituito dal Giudicato del Mandamento di Ottajano. Infine, dal 1870, in seguito alla soppressione del Giudicato di Mandamento, Ottajano fu sede della Pretura fino alla istituzione nel 1991 del moderno Ufficio del Giudice di Pace (poi chiuso nel 2014).

### Evoluzione demografica
Abitanti censiti

### Etnie e minoranze straniere
Al 31 dicembre 2023 la popolazione straniera era di 1 696 abitanti, pari al 7,28% della popolazione.

### Tradizioni e folclore
- Festa patronale di San Michele Arcangelo, 8 maggio.

Rappresenta una delle feste più importanti dell'area vesuviana ed è stata inserita nel circuito dell'Expo di Milano 2015. Assai sentita e attesa dagli ottavianesi, si ripete ininterrottamente da secoli. La mattina avviene la tradizionale "Diana", lo sparo di botti che percorre tutto il paese, dalla periferia fino alla chiesa madre, dedicata a san Michele: al suono dei botti la popolazione si precipita in strada e corre fino alla chiesa, dove si ringrazia e si prega il patrono. Al termine della "Diana" si fa festa con musica delle bande e prodotti tipici nella vicina via Tributa. A mezzogiorno, dopo la supplica alla Madonna di Pompei, la statua del santo viene portata in processione per tutto il centro storico, si svolge quindi il tradizionale "volo degli angeli" (in piazza Annunziata, in piazza Piediterra, in largo Taverna e in piazza san Giovanni). Nel pomeriggio san Michele viene riportato nella chiesa madre, accompagnato dalla folla e dagli spari delle batterie di fuochi d'artificio. La festa continua poi per giorni e richiama migliaia di persone, grazie alle luminarie e agli artisti invitati per l'occasione.
- Processione della Croce Santa, 3 maggio.

Dalla collegiata di San Michele, dove vengono custodite le preziose reliquie, la processione si snoda per i vicoli della città vecchia. Il corteo sosta innanzi un'edicola posta sotto un arco in via Cozzolini, dove era la casa natia dell'ottavianese frate Francesco della Pietra, che nel 1659, di ritorno da Gerusalemme, fece dono al paese delle reliquie della Vera Croce. Il percorso prosegue sino alla chiesa di San Lorenzo, dove si celebra una messa solenne, dopo di che il santo legno fa ritorno alla chiesa madre.
- Festa di Montevergine.

Il giorno dell’8 settembre la Chiesa festeggia la natività della Vergine Maria. La festa viene celebrata presso il santuario di Montevergine, sul monte Partenio presso Mercogliano, e presso la chiesa di Montevergine di Ottaviano, in cui si venera un'Icona della Madonna. Un antico adagio infatti recita:“Chi nun tene 'e renari va a Muntevergine 'e Uttajano, chi tene 'e renari va a Muntevergine 'e Mercugliano”. Il culto della "Mamma Schiavona" è ancora molto sentito e la piccola chiesa di montagna è meta di numerosi pellegrini. Vi si svolgono, oltre alle funzioni religiose, anche caratteristiche manifestazioni popolari, come l'esibizione degli zampognari e l'esecuzione dei canti della tradizione contadina. Fanno da contorno file di bancarelle e i tradizionali venditori di "ficurinie" (fichi d'India), con relativo gioco della "'mpizzata", pannocchie di granturco (le "pullanghelle") bollite o arrostite, e "lazzarole", frutto dal sapore vivace che prefigura, per i contadini, il tempo della raccolta delle castagne e della vendemmia.
- Mercatini al Castello.

Dal 2013 la città ospita i Mercatini di Natale nell'antico Palazzo de' Medici. Ottaviano e i Mercatini al Castello sono gemellati con i Mercatini Natalizi di Bolzano.
- La città di Ottaviano conserva ancora diverse antiche tradizioni. Di quelle ormai poco in uso si vogliono ricordare le seguenti:

1. Per organizzare la festa in onore del santo patrono san Michele, i "maestri di festa" dopo essere andati in ogni casa per raccogliere vino offerto dai cittadini, lo rivendevano e i soldi ricavati venivano spesi per i festeggiamenti.
2. Era abitudine dei fidanzati regalare alle proprie morose un cetriolo in cui venivano conficcati semi di zucca infornati.
3. Durante la festa di san Giuseppe, il 19 marzo, c'era l'usanza di vestirsi con gli abiti estivi anche se il tempo era brutto.
4. Per tutta la prima metà del Novecento, i tabaccai lasciavano fuori i loro negozi, in recipienti di latta, delle funi accese. I fumatori si recavano lì per accendere i loro sigari o pipe, diventando clienti del bottegaio.

- Il passaggio da un'economia di tipo rurale a un'economia a vocazione industriale e commerciale, nonché l'avvento della modernità, ha portato a una quasi totale scomparsa di molti usi e costumi della civiltà contadina. Nel comune di Ottaviano, ancora sono presenti testimonianze di una delle manifestazioni più note e discusse della tradizione musicale contadina vesuviana e di una vasta area che abbraccia il casertano, l'agro-nocerino, la costiera amalfitana: il canto e ballo sul tamburo (comunemente definito tammurriata). Questa forma musicale è caratterizzata dal ritmo binario del tamburo (dal quale trae il nome); dal canto strutturato in versi quasi sempre endecasillabi e dal ballo in coppia. Famiglie di suonatori sono presenti in località Zabatta.

## Economia
Nonostante le numerose eruzioni del Vesuvio di cui è stata vittima, la città è riuscita a mantenere il primato per la produzione vitivinicola e in particolare quella del noto vino Lacryma Christi, già conosciuto all'epoca dei Romani come Vesuvinum Vinum.
L'agricoltura si sviluppa anche per la produzione di castagne, susine, mele (comprese le ormai rare "mele limongelle"), albicocche, ciliegie, pesche (comprese le famose pesche gialle chiamate "Percoche") e uva da tavola conosciuta come "catalanesca".
Verso la metà dell'Ottocento, a fianco alla notevole produzione agricola, alcuni importanti imprenditori impiantarono anche alcune industrie tessili, industrie per la lavorazione del vetro, rinomate distillerie di liquori, e svariate attività artigianali tra cui quelle per impagliare le damigiane.

## Infrastrutture e trasporti
Ottaviano è servita dalla linea ferroviaria della Circumvesuviana Napoli-Ottaviano-Sarno, con le stazioni di Ottaviano e di San Leonardo (al confine con San Giuseppe Vesuviano). Quest'ultima Stazione ha il marciapiedi passeggeri nel Comune di Ottaviano e la biglietteria nel Comune di San Giuseppe Vesuviano. Fino a pochi anni fa aveva una stazione delle FFSS della linea Cancello-Torre Annunziata, ma questa linea è stata dismessa.
Per quanto riguarda la viabilità, è servita dalla Strada Statale 268 del Vesuvio che la congiunge a Napoli e all'agro nocerino-sarnese e da un raccordo autostradale che la congiunge all'autostrada A30.

## Amministrazione
| Periodo | Periodo   | Primo cittadino                              | Partito                     | Carica           | Note |
| ------- | --------- | -------------------------------------------- | --------------------------- | ---------------- | ---- |
| 1975    | 1980      | Salvatore La Marca                           | Partito Socialista Italiano | Sindaco          |      |
| 1980    | 1985      | Antonio Iervolino                            | Democrazia Cristiana        | Sindaco          |      |
| 1985    | 1989      | Giovanni Alterio                             | Democrazia Cristiana        | Sindaco          |      |
| 1989    | 1990      | Arturo Perugini                              |                             | Comm. pref.      |      |
| 1990    | 1990      | Giovanni Alterio                             | Democrazia Cristiana        | Sindaco          |      |
| 1990    | 1990      | Gennaro Bifulco                              | Democrazia Cristiana        | Sindaco          |      |
| 1990    | 1992      | Giovanni D'Ambrosio                          | Democrazia Cristiana        | Sindaco          |      |
| 1992    | 1993      | Emilio Visone                                | Democrazia Cristiana        | Sindaco          |      |
| 1993    | 1997      | Giovanni D'Ambrosio                          | Democrazia Cristiana        | Sindaco          |      |
| 1997    | 2000      | Paola Basilone Gaspare Mannelli Fiamma Spena |                             | Commissione str. |      |
| 2000    | 2004      | Michele Saviano                              | Democratici di Sinistra     | Sindaco          |      |
| 2004    | 2009      | Mario Iervolino                              | Popolari UDEUR              | Sindaco          |      |
| 2009    | 2012      | Mario Iervolino                              | Partito Democratico         | Sindaco          |      |
| 2012    | 2013      | Claudio Vaccaro                              |                             | Comm. pref.      |      |
| 2013    | 2018      | Luca Capasso                                 | Forza Italia                | Sindaco          |      |
| 2018    | 2022      | Luca Capasso                                 | Forza Italia                | Sindaco          |      |
| 2022    | 2023      | Ida Carbone                                  |                             | Comm. str.       |      |
| 2023    | in carica | Biagio Simonetti                             | Lista civica: (FdI)         | Sindaco          |      |

### Frazioni
In pratica nel Comune di Ottaviano è fuori luogo ormai nominare frazione qualche parte del suo territorio in quanto ormai è tutto conurbato con l'antico Centro Storico. Si elencano comunque di seguito alcuni quartieri o località del Comune: Giacobbi, Iervolini, Prischi, Furchi, Raggi, San Gennarello, Zabatta, Cutoli, Cacciabella, Pozzo Pagnotti, Pagliarone, San Leonardo.

## Sport

### Calcio
Ottaviano è rappresentato dalla seguenti società calcistiche:
- Ottaviano - Promozione - Promozione Campania girone B 2023/2024
- Virtus San Gennarello - promozione Campania girone B 2024/2025

### Pallavolo
Per quanto riguarda la pallavolo maschile, Ottaviano è rappresentata dalla Falù GIS Ottaviano che milita nel campionato 2020-2021 nella Serie A3 girone Blu. La Gis Ottaviano vinse nell'anno agonistico 2018-2019, senza nessuna sconfitta, il campionato di serie B e i successivi playoff, meritando la promozione in serie A3. Nel mese di maggio 2019 vinse anche la Coppa Italia di serie B.

### Calcio a 5
La squadra che rappresenta il calcio a 5 a Ottaviano è la Fulgor Octajano che partecipa al campionato di Serie A2 Femminile.